# Orjasrivier
De Orjasrivier (Zweeds: Orjasjoki) is een rivier, die stroomt in de Zweedse  gemeente Kiruna. De rivier ontstaat uit een aantal afwateringsrivieren van berghellingen en moerassen. De rivier is inclusief haar langste bronrivier meer dan 20 kilometer lang; alle rivieren en beken stromen door onbewoond gebied.